# Julius Hart
Julius Hart (født 9. april 1859 i Münster, død 7. juli 1930 i Berlin) var en tysk forfatter. Han var broder til Heinrich Hart.
Hart studerede ved universitetet i Berlin, som han dog hurtig forlod for at dyrke litteraturen. Han var i nogle år journalist i provinserne, men vendte 1881 tilbage til Berlin, hvor han befæstede sit ry som kritiker. Foruden de i fællesskab med broderen udgivne polemiske arbejder har han udsendt digtsamlingen Sansara, tragedier som Don Juan Tenorio og Der Rächer, det borgerlige sørgespil Der Sumpf, Homo sum, ein neues Gedichtbuch. Fra hans hånd foreligger også Geschichte der Weltlitteratur und des Theaters (2 bind, 1897-98). Han sluttede sig til broderens religiøs-poetiske verdensanskuelse, med hvilken han vil bane vejen for en ny tid for menneskeheden ("Zukunftland"). Han har også oversat en række persiske, engelske, spanske og amerikanske digte.

## Hovedværker
- An die deutsche Poesie, 1877 [1]
- Sansara. Ein Gedichtbuch; Kühtmann, Bremen 1879
- Don Juan Tenorio. Eine Tragödie in 4 Aufzügen; Carl Meyer, Rostock 1881
- Der Sumpf. Ein Schauspiel in fünf Aufzügen; Brunn, Münster in Westfalen 1886
- Fünf Novellen. (Die Anklägerin, Haidenacht, Alter schützt vor Torheit nicht, Der neue Pygmalion, Trennungsstunde); Baumert & Ronge, Grossenhain 1888
- Stimmen in der Nacht, (Visionen, Das Hünengrab, Media in vita); Diederichs, Florenz 1898
- Homo sum! Ein neues Gedichtbuch, nebst einer Einleitung: Die Lyrik der Zukunft; Baumert & Ronge, Großenhain 1890
- Sehnsucht; Fischer, Berlin 1893
- Die Entwicklung der neueren Lyrik in Deutschland, 1896[2]
- Triumph des Lebens. Gedichte; Diederichs, Florenz und Leipzig 1898
- Der neue Gott. Ein Ausblick auf das kommende Jahrhundert; Diederichs, Florenz und Leipzig 1899.
- Träume der Mittsommernacht; Diederichs, Jena 1905
- Revolution der Ästhetik als Einleitung zu einer Revolution der Wissenschaft; Concordia Deutsche Verlags-Anstalt, Berlin 1908.
- Heinrich-und-Julius-Hart-Lesebuch. Zusammengestellt und mit einem Nachwort von Gertrude Cepl-Kaufmann; Köln 2005 [= Nylands Kleine Westfälische Bibliothek 10], ISBN 3-936235-11-2
- Heinrich Hart, Julius Hart: Lebenserinnerungen. Rückblicke auf die Frühzeit der literarischen Moderne (1880 - 1900). Aisthesis-Verlag, Bielefeld 2006, ISBN 3-89528-553-6